# Иорданская лестница
Иорданская лестница
Иорда́нская ле́стница — парадная лестница в северо-восточной части Зимнего дворца в Санкт-Петербурге, шедевр архитектуры елизаветинского барочно-рокайльного стиля, созданный архитектором Б. Ф. Растрелли в 1758—1761 годах.

## История
Идея сооружения больших внутренних многомаршевых парадных лестниц с неожиданно раскрывающимся пространством второго этажа принадлежит эпохе барокко. До этого лестницы строили либо наружными, либо прятали в толщине стен или башен. Согласно барочной традиции лестницы завершали анфилады первого этажа и вели на второй, парадный этаж аудиенц-залов и торжественных галерей. Таковы шедевры архитектуры итальянского барокко: вестибюль палаццо Дураццо в Генуе (1628—1630) и лестница вестибюля Университета в Генуе (1630—1634) архитектор Б. Бьянко, генуэзские дворцы Г. Алесси, лестница Королевского дворца в Казерте, близ Неаполя (1752—1774), архитектор Л. Ванвителли.
По проекту Растрелли 1756 года парадная лестница была включена в анфиладу, парадных залов Четвёртого по счёту Зимнего императорского дворца на берегу р. Невы. К лестнице вела сводчатая галерея первого этажа (позднее названная «Растреллиевской»). В мае 1758 года была выполнена деревянная модель, сохранились чертежи изначальной отделки.
В XVIII веке лестницу называли Парадной, затем Посольской. Позднее она получила название Иорданской, в связи с тем, что рядом на льду Невы во время праздника Богоявления (6 января по старому стилю) устраивали прорубь — иордань, и проводили водосвятный молебен в честь Крещения Господня в реке Иордан. Подъезд северного фасада дворца, через который совершался выход императорской семьи, также назвали Иорданским.
Опустошительный пожар в Зимнем дворце в декабре 1837 года полностью уничтожил бесценную отделку парадных интерьеров, в том числе и Парадной лестницы. Император Николай I распорядился, в отличие от проектов пересоздания других интерьеров, «парадную лестницу возобновить совершенно по-старому, заменить верхние колонны мраморными или гранитными». Воссоздание лестницы было поручено архитектору В. П. Стасову. По поводу точности воссоздания шедевра Растрелли существуют различные мнения. И. Э. Грабарь и П. Н. Столпянский считали, что лестница восстановлена в прежнем виде. Другие исследователи отмечали существенные различия.

## Архитектура
Иорданская лестница является двусветной. Так называют архитектурные интерьеры зального типа с высотой стен в два этажа и двумя ярусами окон не разделёнными перекрытием. «Вторым светом» именуют верхний ярус стен и окон. Залы «в два света» в истории архитектуры строили в качестве парадных, представительских помещений, которые должны создавать особенно торжественное впечатление. В Зимнем дворце посетители, поднимаясь по ступеням лестницы из нижнего затенённого пространства попадали в огромное раззолоченное помещение, пронизанное светом, исходящим из двух ярусов окон со стороны Невы и отражающимся на противоположной стороне в зеркалах симметрично расположенных ложных окон. Эту версальскую идею Растрелли использовал и ранее: в Танцевальном зале Большого Петергофского дворца (1751—1752), в Парадной лестнице и Большом зале дворца в Царском Селе (1751—1756). Прототипами барочных лестниц Растрелли считают лестницы генуэзских дворцов Галеаццо Алесси, Бартоломео Бьянко и, главным образом, лестницу Королевского дворца в Казерте.
На верхней площадке лестницы Растрелли устроил небольшую галерею, отделённую от остального пространства сдвоенными колоннами. Главный вход в Невскую анфиладу оформлен пышным порталом с колоннами, поддерживающими лучковый фронтон с картушем и скульптурой. По сторонам портала — ниши со статуями Марса и Аполлона. В 1758 году начались отделочные работы.
На втором ярусе стен на пьедесталах были установлены аллегорические статуи, олицетворяющие Правосудие, Милосердие, Воинскую доблесть, Процветание торговли. В сандриках больших окон размещены барельефы: знамёна и воинские трофеи.
Заказ на создание живописного плафона Растрелли послал в Италию Ф. Фонтебассо. Перила и балюстры лестницы, вазоны, а также базы колонн Растрелли планировал сделать из золочёной меди. Стены должны были быть выкрашены в розовый цвет, а лепные рокайли оставались бы белыми. Однако к 1761 году стены и деревянные колонны облицевали искусственным мрамором, а рокайли позолотили.

## Убранство Иорданской лестницы после пожара 1837 года
После пожара для замены десяти сгоревших колонн высотой 7,5 метров вместо предполагавшегося розового тивдийского мрамора использовали блоки серого полированного сердобольского гранита (в том числе восемь взяли со склада строительства Исаакиевского собора). Декоративные детали стен были позолочены, а балюстраду лестницы сделали из белого каррарского мрамора. Это значительно изменило колорит изысканной рокайльной отделки, задуманной Растрелли.
Новые статуи из алебастра выполнили академические скульпторы: Мудрость и Правосудие (работа А. И. Теребенёва), Величие и Изобилие (работа Н. А. Устинова), Верность и Справедливость (работа И. И. Леппе), Венера и Меркурий (работа А. М. Мануйлова). Все фигуры высотой в 2,1 м установлены в январе 1839 года. Однако по требованию императора статую Венеры заменили репликой античной фигуры Музы Эрато с венком в руках (И. Германа).
- Статуя «Мудрость», скульптор А. И. Теребенёв
- Статуя «Правосудие», скульптор А. И. Теребенёв
- Статуя «Величие», скульптор Н. А. Устинов
- Статуя «Изобилие», скульптор Н. А. Устинов
- Статуя «Верность», скульптор И. И. Леппе
- Статуя «Справедливость», скульптор И. И. Леппе
- Статуя «Муза Эрато», скульптор И. Герман
- Статуя «Меркурий», скульптор А. М. Мануйлов

Из-за дороговизны работ многие статуи заменяли готовыми из Летнего сада, Таврического дворца, других дворцов. В центральной нише нижней площадки — мраморная статуя «Правосудие» работы венецианского скульптора XVIII века Альвизе Тальяпьетра.
Новый проект росписи плафона выполнил В. П. Стасов (1838). Для срединной части, взамен сгоревшего, Стасов использовал хранившийся в Эрмитаже плафон (холст, масло, 1890 × 854 см) с изображением пиршества Олимпийских богов работы Гаспаро Дициани.
В. П. Стасов как архитектор классицизма привнёс новые черты, несвойственные манере Растрелли. Это особенно заметно в деталях и цветовом решении, в частности, профиль тяжёлых серых колонн не соответствует изяществу и живописности растреллиевского стиля. Тем не менее, А. П. Башуцкий отмечал, что «Стасов как бы в содружестве с Растрелли создал выдающееся произведение». Напротив, А. Н. Бенуа посчитал, что замысел Растрелли «испорчен сухостью и педантизмом» николаевского времени. Компромиссная оценка сводится к тому, что В. П. Стасов «нашёл свою творческую аранжировку барочного декора».

## Галерея
- Иорданская лестница. Правая сторона
- Иорданская лестница. Верхняя галерея с видом на Неву
- Иорданская лестница. Колоннада
- Иорданская лестница.
Вид на галерею и плафон
- Иорданская лестница.
Вид на северную стену
- Иорданская лестница.
Вид на восточную стену

## В изобразительном искусстве
Иорданская лестница изображена на картине В. А. Серова «Зимний взят!» из коллекции Третьяковской галереи в Москве.